# Roke Manor Research Limited
Fundada in 1956, Roke Manor Research Limited es una empresa británica con base en Roke Manor en Romsey, Hampshire. Su negocio se basa en el desarrollo de redes de telecomunicaciones y sensores electrónicos. Es un socio de Siemens AG y trabaja tanto para el sector público como para el privado. 

## Historia
- 1956 - Se funda con el nombre de Plessey Research Roke Manor Limited.
- 1990 - Vendido a GEC-Siemens AG en una operación conjunta.
- 1991 - Comprado totalmente por Siemens AG cuando GEC vendió el 50% de las acciones a Siemens Plessey Electronic Systems.

## Tecnología
- 1960 - Prototipo de sistemas de memoria funcionando para el entonces superordenador Atlas.
- 1975 - Diseño y desarrollo del primer circuito integrado de microondas de  Arseniuro de Galio de la historia.
- 1995 - Comienzo del trabajo en HALO, un localizador acústico de pistolas y morteros. Fue realizado para monitorizar las violaciones del alto el fuego en Yugoslavia.
- 2000 -  Ganó el 2000 Worldaware Innovation Award por el trabajo en la limpieza de minas antipersona
- 2001 - Desarrolló el sistema de visión Hawk-Eye (Ojo de Halcón) para el seguimiento de la trayectoria de la pelota en algunos deportes. Ha encontrado gran éxito en su uso en el tenis profesional. [2]

## Productos
- Vigilancia - sistema de seguimiento de aviones de largo alcance.
- Altímetros de Radar en Miniatura (MRA) - desarrollados principal para su uso en aviones no tripulados
- Epsilon - herramienta software diseñada para predecir el RCS de un objetivo directamente de su descripción .